# Tchaleshtor
Tchaleshtor (en persan : چالشتُر Čâleštor) est une localité de la préfecture de Shahrekord, dans la province de Tchaharmahal-et-Bakhtiari en Iran.